# ベナン人民共和国

ベナン人民共和国
République populaire du Bénin (フランス語)

国歌: L'Aube Nouvelle（フランス語）
新しい日の始まり
ベナン人民共和国の位置

ベナン人民共和国（ベナンじんみんきょうわこく、フランス語: République populaire du Bénin）は、アフリカ大陸のギニア湾沿いに1975年から1990年まで存在した社会主義国（西側では一般的に共産主義国として知られる）である。現在のベナン共和国に続いた。
ダホメ共和国が独立後、しばらくして1972年にクーデターが起こり、1975年11月30日にベナン人民共和国が成立した、マチュー・ケレク率いるベナン人民革命党（PRPB）による一党独裁国家であった。1989年にマルクス・レーニン主義を放棄し、新憲法を制定した1990年3月1日まで実質的に存続した。

## 脚註
1. ↑  Benin
2. ↑  A short history of the People's Republic of Benin (1974 - 1990)